# Чижевский, Николай Прокопьевич
Никола́й Проко́пьевич Чиже́вский (8 апреля 1873 (27 марта по с. с.), Казань — 22 апреля 1952, Москва) — российский и советский учёный в области металлургии и коксохимии, академик АН СССР (1939). Лауреат Сталинской премии первой степени (1943).
Основные труды по металлургии чугуна, железа и стали, бездоменному получению железа, технологиям коксования углей с целью расширения топливной базы металлургии, конструированию коксовых печей, производству технического графита.

## Биография
Родился в Казани 27 марта (8 апреля) 1873 года. Отец его, Прокопий Андреевич Чижевский, был из разночинцев, работал чиновником в суде, мать, Анна Григорьевна Чижевская (урожд. Дембровская), — дворянка, дочь довольно богатого помещика. Николай Прокопьевич был старшим из шести братьев, двое из которых умерли в детстве.

### Детство
Первые годы его жизни протекали в атмосфере благополучия, но затем Чижевские разорились, имение и дом в Казани были проданы с молотка. Вскоре семью постигла ещё одна беда — в возрасте 36 лет умерла мать, и дети остались на попечении отца, который не мог найти постоянную работу. Дальняя родственница семьи Раиса Фёдоровна Канавина подготовила Николая к поступлению в Казанскую гимназию, где он проучился лишь два года, успев за это время показать незаурядные способности. В связи с переездами семьи Чижевских ему пришлось продолжать образование в Московской гимназии, а через год — в Елецкой, которую он закончил в 1895 году. В старших классах гимназии он увлекался физикой и живописью, работал в физической лаборатории лаборантом без оплаты, ходил на уроки живописи к художнику Н. Д. Лосеву. По окончании курса обучения он подарил гимназии написанную им картину «Явление Пресвятой Богородицы Сергию Радонежскому».

### Петербургский университет

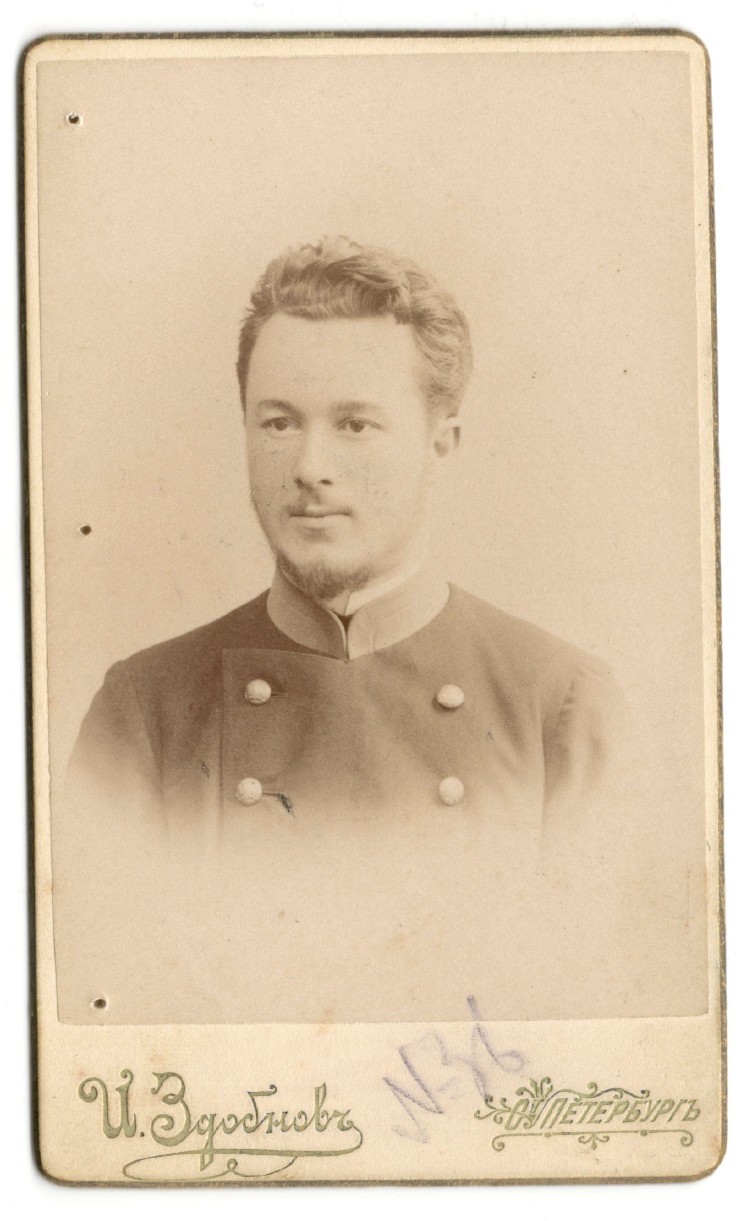
Н. П. Чижевский, 1898

В 1895 году Н. П. Чижевский поступил на отделение естественных наук физико-математического факультета Санкт-Петербургского университета. Помимо основных занятий он посещал лекции на историко-филологическом и юридическом факультетах. На жизнь он зарабатывал частными уроками.
В университете он проводил исследования по органическому синтезу в лаборатории профессора А. Е. Фаворского. Позднее Н. П. Чижевский писал: «… эта лаборатория приучила меня к постановке сложных экспериментальных работ и тщательному проведению их. Многими дальнейшими успехами в своей работе я обязан именно этой лаборатории и лично А. Е. Фаворскому».
Учёбу в университете совмещал с занятиями сначала в школе живописи Общества поощрения художеств, а позднее в частной мастерской художника Л. Е. Дмитриева-Кавказского. Находясь на последнем курсе университета, он выдержал экзамен и прошёл по конкурсу в Академию художеств. Перед ним стоял вопрос о выборе будущего пути — наука или живопись.
В апреле 1899 года, за месяц до окончания университета, отчислен из университета и из Академии художеств за участие в демонстрациях и подпольных сходках. Выслан с городовым из Петербурга в Тамбовскую губернию и лишён права учиться в учебных заведениях России.

### Учёба в Леобене
Для продолжения образования Н. П. Чижевский уехал в Австрию, в город Леобен, где поступил на металлургический факультет Горной академии. Выбирать учебное заведение ему пришлось, исходя прежде всего из размера платы за обучение и стоимости проживания.
«Студенты Горной академии вели вольный образ жизни. Как правило, университетский курс проходили за семь-десять лет. Чижевский же в течение каждого года выполнял двухлетнюю учебную программу. Он обладал огромной памятью, чертежи и проекты в красках выполнял блестяще в короткие сроки. «Вечные студенты», позавидовав, наклеветали однажды профессору, что чертежи ему делают по заказу. Назревал скандал. Но на грозный вопрос профессора, сам ли он делал чертежи, Чижевский ответил, что он художник и, если профессор пожелает, напишет его портрет... Инцидент был исчерпан».
В Леобене он подружился с русским студентом Д. В. Нагорским, с которым он впоследствии сотрудничал долгие годы, и вместе с которым разработал оригинальную конструкцию коксовых печей.
Курс обучения в Академии Н. П. Чижевский закончил в 1901 году. На выпускных экзаменах, которые для каждого студента принимались в один день по всем предметам, присутствовал профессор химии В. П. Ижевский из Киевского политехнического института, командированный в Европу для ознакомления с постановкой металлургического образования. Он пригласил Н. П. Чижевского в Киевский политехнический институт на кафедру металлургии, которую он намеревался создать после своего возвращения в Киев.
Вернувшись в Россию, Н. П. Чижевский добился разрешения, сдал экзамены и получил диплом I степени по специальности «химия» в Санкт-Петербургском университете. В этот период он не имел постоянной работы и перебивался случайными заработками. Однажды выполнив проект моста, он со своим товарищем по гимназии на заработанные деньги совершил путешествие по странам Европы.

### Киевский политехнический институт
В 1902 году по приглашению В. П. Ижевского поступил на должность лаборанта (ассистента) в Киевский политехнический институт. Вместе с В. П. Ижевским он создавал металлургическую лабораторию. Вспоминая студенческие годы, академик И. П. Бардин отметил, что это была «… прекрасно оборудованная лаборатория, в чём немаловажную роль сыграл Н. П. Чижевский». Одновременно Н. П. Чижевский экстерном окончил в 1906 году химический факультет Киевского политехнического института. В 1907 г. Н. П. Чижевский был командирован для проведения научной работы в Германию, в Политехнический институт в Аахене. Здесь он изучал влияние молибдена и вольфрама на свойства быстрорежущей стали. Возвратившись в Киев, Н. П. Чижевский приступил к исследованию влияния азота на качество чугуна, стали и железа.
В Киеве активно работал в большевистском подполье. В его квартире был организован пункт распространения ленинской газеты «Искра», укрывались революционеры, находившиеся на нелегальном положении.

### Томский технологический институт

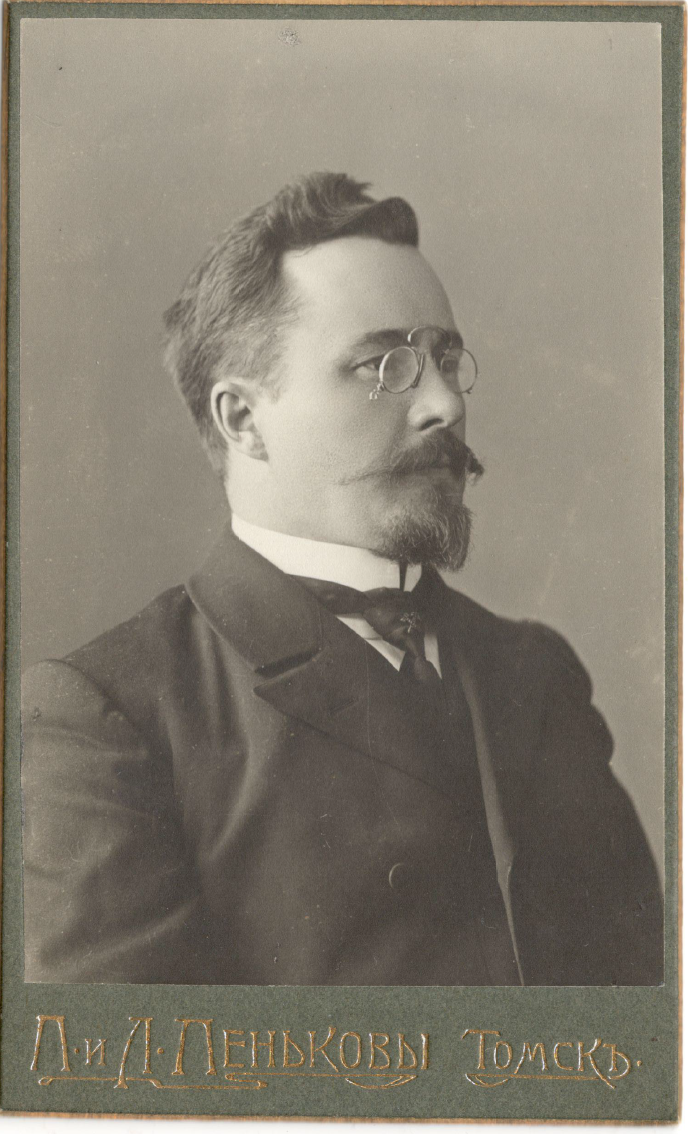
Н. П. Чижевский, 1909

В 1909 году переехал в Томск в связи с избранием по конкурсу заведующим кафедрой металлургии чугуна, стали и железа Томского технологического института. В 1911 году он сдал экзамены на учёную степень адъюнкта и был утверждён в должности исполняющего обязанности экстраординарного профессора.
В 1914 году защитил в Киевском политехническом институте диссертацию «Железо и азот. Экспериментальное исследование количества азота и причин содержания его в чугуне, стали и железе. Влияние азота на механические свойства железа». После защиты диссертации ему была присуждена учёная степень адъюнкта металлургии.
В 1915 году утверждён в звании ординарного профессора. В 1913—1917 и 1922—1923 годы — декан горного отделения Томского технологического института. В 1915 году — председатель химической секции Томского областного Военно-промышленного комитета.
Начавшаяся гражданская война крайне осложнила жизнь в Томске. Часть студентов ушла на войну, институт был закрыт. Не было отопления, два года не платили жалованья. Чтобы как-то выжить, профессора завели огороды, кур, даже коров. Некоторые профессора эмигрировали через Маньчжурию.

### Работа в Москве
В 1923 году, после окончания гражданской войны, переехал в Москву в связи с избранием его профессором и деканом металлургического факультета только что основанной Горной академии.
В 1930 году перешёл в Институт стали, образованный на базе металлургического факультета Горной академии. В 1932—1935 гг. одновременно возглавлял кафедру химической технологии твёрдого топлива в Московском химико-технологическом институте имени Д. И. Менделеева.
В 1934 году на основании диссертации, защищённой в 1914 году, и научных трудов Высшая аттестационная комиссия Комитета по делам высшей школы при СНК СССР присудила Н. П. Чижевскому степень доктора технических наук.
В 1934 г. академик И. М. Губкин пригласил Н. П. Чижевского в Институт горючих ископаемых АН СССР. Там Н. П. Чижевский занимался вопросами расширения сырьевой базы коксовой промышленности и конструированием коксовых печей. Вскоре он оставил Институт стали и полностью посвятил себя работе в Институте горючих ископаемых.
В 1939 г. Чижевский был избран действительным членом Академии наук СССР.
Н. П. Чижевский умер 22 апреля 1952 года, похоронен в Москве на Новодевичьем кладбище (1 уч., 16 ряд), рядом с ним похоронена жена Чижевская Валентина Фёдоровна (1884—1971) и дочь Чижевская Елена Николаевна (1907—1988).

## Научные исследования

### Металловедение и металлургия чугуна, стали и железа
Первые научные исследования Н. П. Чижевского, начатые в Киевском политехническом институте, были посвящены изучению влияния азота, который считался вредной примесью, на механические свойства чугуна, стали и железа.
Для установления зависимости между содержанием азота и свойствами стали и железа Н. П. Чижевский разработал специальную аппаратуру, позволявшую определять содержание азота в железе и стали. Так как молекулярный азот не взаимодействует с твёрдым железом, то в качестве источника азота использовался аммиак. Было установлено, что оптимальный интервал взаимодействия аммиака с железом 450—600°С.
Н. П. Чижевский определил закономерности формирования структуры поверхностного слоя стали при её насыщении азотом, установил фазовые и структурные превращения при нагреве и охлаждении. Выявил многозонное строение диффузионного слоя: в приповерхностной зоне образуются нитриды Fe2N, глубже — эвтектоидная смесь (браунит), далее игольчатые выделения.
На стадии насыщения приповерхностного слоя азотом его твёрдость повышается, с увеличением времени насыщения происходит распад нитридов. При нагреве азотированного железа выше 600°С (до 750°С) и последующем быстром охлаждении происходит закалка как в углеродистой стали . Образуется структура подобная мартенситу.
Было также установлено влияние азота на сталь в присутствии ряда элементов: углерода, алюминия, марганца, кремния, хрома, ванадия, вольфрама, титана, никеля в ходе мартеновского и бессемеровского процессов.
Однако азот не всегда является вредной примесью в железо-углеродистых сплавах. Н. П. Чижевский впервые обнаружил свойство насыщенного азотом железа принимать закалку. Он разработал процесс насыщения поверхности стальных изделий азотом для повышения твёрдости и износоустойчивости изделий. Этот метод химико-термической обработки сталей азотом получил широкое распространение под названием «азотирование». Принципиальная схема лабораторной установки и принятая им методика проведения экспериментов явилась прообразом конструкторских решений современного печного оборудования для азотирования стали и существующей технологии процесса.
К вопросу о газах в чугуне, стали и железе, которые оказывают неблагопрятное влияние на металл, придавая ему хрупкость, Н. П. Чижевский возвращался и позднее.
В целях дегазации стали Н. П. Чижевский предложил плавить металл в условиях вакуума. Была разработана экспериментальная высокочастотная вакуумная печь для выплавки стали и конструкция полузаводской вакуум-печи для заводов «Электросталь» и «Серп и молот»
Было проведено всестороннее исследования нового металлургического процесса. Опыты показали, что вакуум-плавка позволяет получить сталь с минимальным содержанием газов.
Было установлено, что ряд высоколегированных жаропрочных сплавов, получаемых на этих заводах, горячая прокатка которых идёт с большим количеством брака (иногда до 100 %), после переплавки под вакуумом прокатываются без брака.
В дальнейшем это направление развивал ученик Н. П. Чижевского академик А. М. Самарин и другие. Они усовершенствовали процесс получения стали в условиях глубокого вакуума и создали на базе этого новые марки стали.

### Диаграммы состояния систем Fe-C, Fe-B, Co-B, Fe-B-Ni

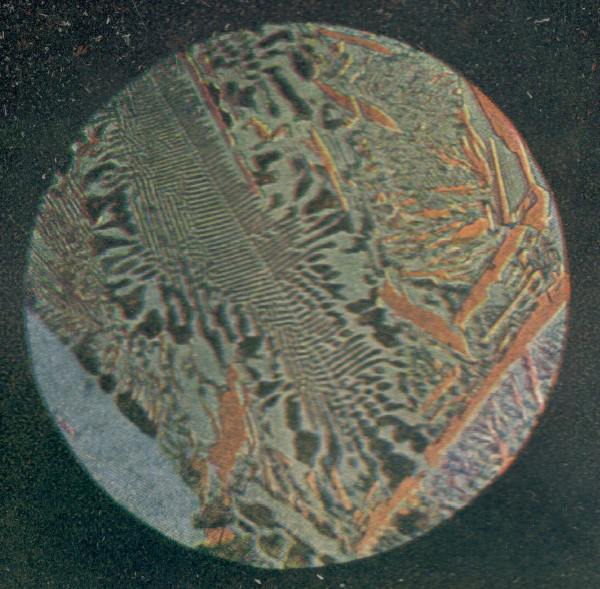
Цветная микрофотография шлифа фосфористого чугуна. Разными цветами выявляются разные фазы: красным цветом окрашен цементит, голубым — фосфид, чёрным — первичные богатые железом кристаллы.

Н. П. Чижевский уточнил диаграмму состояния системы железо-углерод, показав, что линия SE должна быть прямой, для этого исследования им был разработан метод травления шлифов при высоких температурах в вакууме и введён в практику метод цветной металлографии, что имело большое самостоятельное значение .
Им была исследована система железо-бор и построена диаграмма состояния.
Для этого исследования была разработана методика определения бора в сталях и изучено влияние бора на физические свойства. Он разработал метод поверхностного упрочнения стали путём насыщения поверхности бором (борирование)  . При этом он чётко определил, что это метод именно поверхностного упрочнения, так как с увеличением содержания бора растёт хрупкость сплавов. Этот метод может быть полезным там, где происходит порча от истирания некоторых машинных частей. При этом он отмечал, что бор даёт твёрдость без специальной термической обработки, тогда как после науглероживания необходима закалка.

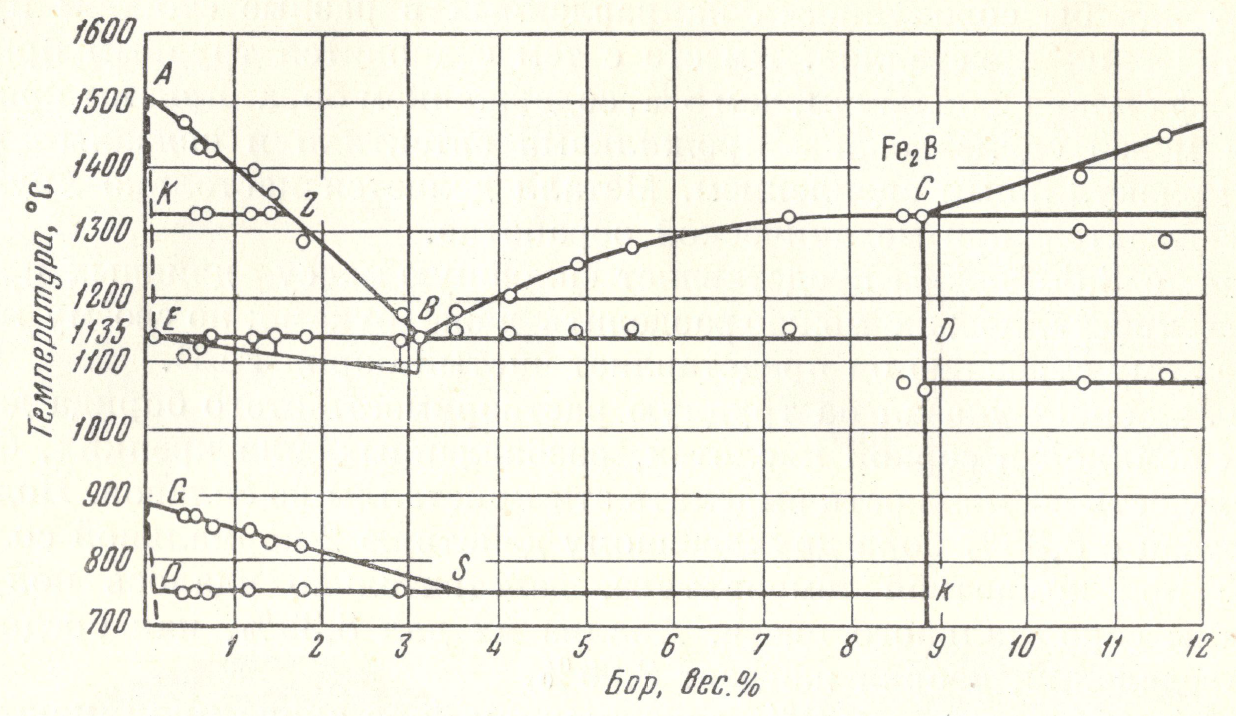
Диаграмма железо-бор из статьи Н. П. Чижевского, А. Гердта и И. Михайловского, 1915 год.

После фундаментальных работ Н. П. Чижевского с целью промышленного освоения борирования было выполнено огромное количество исследований. Было установлено, что борированный слой обладает высокой износоустойчивостью в наиболее трудных условиях (сухого, абразивного износа), окалиностойкостью до 800°С, теплостойкостью (твёрдость сохраняется до 950°С).

Н. П. Чижевским была также построена диаграмма состояния кобальт-бор . Исследована система железо-никель-бор .

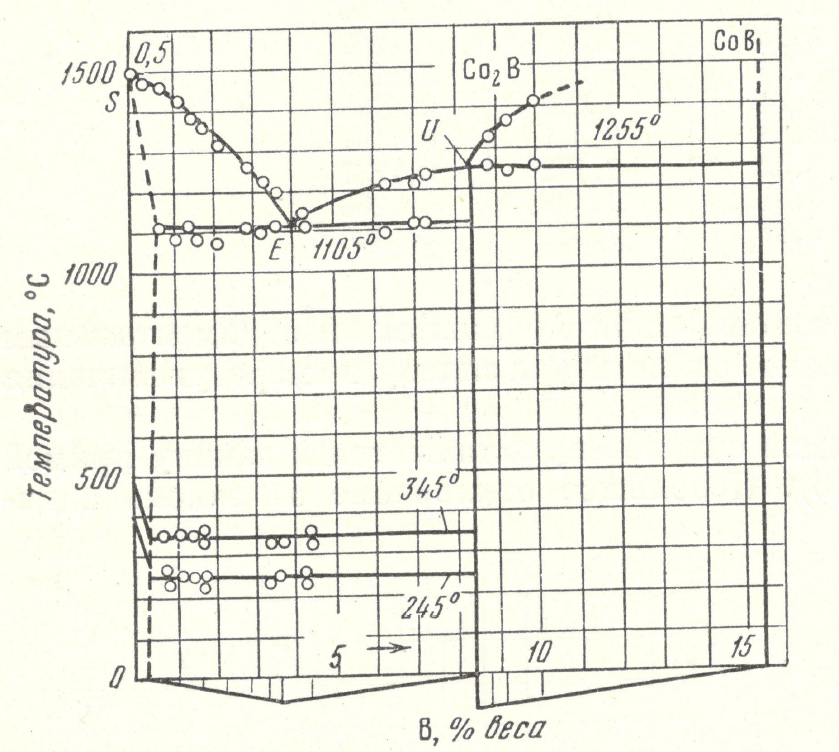
Диаграмма кобальт-бор из статьи Н. П. Чижевского и Б. А. Шмелёва, 1940 год.

### Внедоменное получение железа
При производстве железа и стали современными способами в металл переходят вредные примеси из руды и топлива. Чем чище железо, тем лучшим материалом оно является для производства качественных сталей. Н. П. Чижевский был инициатором работ по бездоменному процессу получения железа из руд. Он разработал различные способы прямого восстановления железных руд газами, содержащими окись углерода и водород, конвертируемыми коксовыми газами. Своими работами по восстановлению газами дашкесанского магнитного, тульского бурого и криворожского красного железняков Н. П. Чижевский показал возможность и условия получения очень чистого губчатого железа для выплавки на его основе высокосортных сталей.
Совместно с сотрудниками Н. П. Чижевским был выполнен также цикл работ по прямому восстановлению природно-легированных титано-магнетитовых руд.
Значительный научный и практический интерес представляют разработанные Н. П. Чижевским и П. С. Лебедевым способы получения сплавов сталей путём хлорирования руды. Таким путём были получены сплавы железа с ураном.

### Расширение сырьевой базы для производства металлургического кокса
Очень важными для развития отечественной металлургии были исследования Н. П. Чижевского в области получения металлургического кокса, применяемого для восстановления железа из руды в доменных печах. Этим направлением работ Н. П. Чижевский занимался более 30 лет. Работы имели целью расширение сырьевой базы коксования и использование для этой цели углей низкого качества, технологии коксования которых не существовало.
В первое десятилетие двадцатого века, когда началась научная деятельность Н. П. Чижевского, производство металлургического кокса было сосредоточено только в Донецком каменноугольном бассейне. Металлургия Урала работала, в основном, на древесном угле. При систематическом истреблении древесины металлургия Урала не могла получить развития.
Н. П. Чижевский поставил перед собой задачу расширить ассортимент каменных углей, которые можно было бы использовать для получения металлургического кокса: металлургические заводы страны должны работать на местном топливе. Совместно с сотрудниками он провёл огромный объём экспериментальных исследований и разработал технологии коксования «некоксующихся» углей: смеси газового литейного кокса с малой реакционной способностью, тощего, бурого угля, угля, содержащего большое количество антрацита и даже торфа всех основных угольных бассейнов страны: углей Дальнего Востока, Кузбасса, Урала, Закавказья, Сибири, Караганды, Черемховского бассейна, Подмосковного бассейна. Им была также значительно расширена гамма коксующихся углей Донбасса. Угли разных бассейнов требовали различного, индивидуального подхода при разработке технологии получения металлургического топлива. Проблема обеспечения отечественной металлургии доброкачественным доменным топливом была решена на многие годы. Эти исследования послужили базой для строительства заводов Урало-Кузбасса.
Крупным научным достижением Н. П. Чижевского явилось создание промышленного способа получения железококса, образующихся при спекании угольной шихты с 30-40 % порошковой железной руды и колошниковой пыли. Получаемый при этом железококс, будучи использован в доменной плавке, существенно повышает её производительность. Железококс стал одним из видов исходного сырья для выплавки чугуна. Аналогично был получен и хромококс.

### Коксовые печи
В 1935 году Н. П. Чижевский совместно с Д. В. Нагорским разработал теоретические основы конструкции и спроектировал принципиально новую коксовую печь, названную печью системы ИГИ в честь Института горючих ископаемых, где она была разработана.

Схема внутреннего устройства коксовой печи системы ИГИ: а) коксовые камеры; б) вертикалы; в) загрузочные отверстия; г) регенераторы; д) косые ходы; е) окна для рециркуляции.

В основу этой конструкции был положен принцип равномерного обогрева стенок, при котором греющие газы многократно обтекают поверхность коксовых камер. Этим достигается высокая эффективность использования тепла греющих газов и небольшой перепад температур по высоте камеры. Использование этих принципов обогрева печи даёт возможность увеличить высоту коксовых печей, а это вызывает большее уплотнение в них угольной шихты, что способствует получению кокса лучшего качества и повышает производительность печи.
Так как существовавшие в то время методики расчёта печей не давали необходимой точности, то проектирование осуществлялось на экспериментальных установках. Позднее Д. В. Нагорский опубликовал монографию, посвящённую методикам расчёта коксовых печей.
Теоретические соображения были проверены на гидравлических моделях, затем на аэродинамической модели в натуральную величину и, наконец, на опытных установках в натуральную величину на Магнитогорском заводе в 1936 году. Эксперименты на опытных установках дали хорошие результаты: лучший обогрев по высоте по сравнению с печами других конструкций, что позволило повысить качество кокса.
В 1948 году опытный блок из пяти камер и шести обогревательных простенков (называемых вертикалами) был сооружён в составе промышленной батареи и введён в эксплуатацию на одном из заводов юга. Впоследствии конструктивные особенности батареи системы ИГИ были использованы при создании новых коксовых батарей.

### Производство технического графита
Н. П. Чижевский провёл исследования свойств нефтяного кокса для производства технического графита, по производству коллоидального графита и графитовой смазке.
В годы Великой Отечественной войны Н. П. Чижевский проводил исследования, связанные с практическим нуждами обороны. В частности, в годы войны остро встал вопрос о получении графитового порошка для телефонной связи, получаемого ранее из антрацитов оккупированного в то время Донецкого бассейна. В результате большого количества исследований, проведённых совместно с Д. М. Чернышёвым, было решено остановиться на антрацитах Листвянского каменноугольного бассейна Сибири. Полученный микрофонный порошок успешно заменил порошок, получаемый из антрацитов Донбасса.
В это же время Н. П. Чижевский проводил работы по закалке плит серого и белого чугуна с целью ускорения из графитизации, улучшения механических свойств, получения однородного исходного материала для поршневых колец, необходимых для производства танков и автомашин. Также он проводил работы по продувке жидкого чугуна кислородом с целью получения различных чугунов и сталей с контролируемым содержанием углерода и других примесей.

## Педагогическая деятельность
После окончания Леобенской горной академии Н. П. Чижевский совместно с профессором В. П. Ижевским организовал в Киевском политехническом институте кафедру металлургии с хорошо оборудованной учебной лабораторией. В ней имелись редкие по тем временам микроскоп Ле Шателье, печи для термической обработки металла, печи для плавки дугой и электросопротивлением и многое другое оборудование.
В Томске (1909—1923) Н. П. Чижевский читал лекции по всему металлургическому циклу: курсам чугуна, стали и железа, технологии металлургического топлива, металлографии и технологии огнеупорных материалов, руководил дипломными работами и проектами.
Научные работы Н. П. Чижевский выполнял не только в созданной им хорошо оборудованной лаборатории, но и непосредственно на заводах, привлекал к ним студентов старших курсов и заводской инженерно-технический персонал. Такие студенческие работы нередко перерастали в серьёзные исследования.
В Московской горной академии (1923—1952) Н. П. Чижевский, став заведующим кафедрой металлургии и деканом металлургического факультета, создал несколько специализированных лабораторий, в которых проводились как научные, так и учебные эксперименты. На кафедре была сконструирована коксовая печь полузаводского масштаба, работа на которой проводилась силами только студентов.
При институте стали Н. П. Чижевский создал уникальный металлургический музей, в котором были представлены практически все металлургические процессы, начиная от сыродутных, макеты печей и всевозможных устройств. В нём можно было увидеть булатные клинки, дамасские сабли, булатные изделия Н. П. Амосова, подлинные монокристаллы Д. К. Чернова, образцы металлургической продукции разных времён и народов. В военные и послевоенные годы музей был утрачен.
Перейдя в 1934 году в Институт горючих ископаемых, Н. П. Чижевский создал там коксохимическую лабораторию.
В 1909 году Н. П. Чижевский перевёл на русский язык и дополнил примечаниями книгу немецкого инженера и учёного А. Ледебура «Руководство для железнозаводских лабораторий». В 1927 году он перевёл и значительно переработал применительно к нуждам студентов-металлургов новое издание этой книги.
В 1927 году Н. П. Чижевский перевёл с немецкого языка книгу В. Френкеля «Краткий курс металлургии на физико-химической основе», в дополнении к этой книге он изложил описание физико-химических процессов, протекающих в доменной печи.
Совместно с А. А. Агроскиным он написал курс по коксованию и коксохимии, который был переведён на польский язык.
Среди учеников Н. П. Чижевского академики АН СССР И. П. Бардин, А. М. Самарин, академик АН Белоруссии Н. Н. Сирота, члены-корреспонденты АН СССР B. C. Емельянов, министр высшего образования СССР В. П. Елютин, министр чёрной металлургии СССР И. Ф. Тевосян, заместитель председателя Совета министров СССР А. П. Завенягин, известные профессора Н. И. Блинов, К. И. Сысков, А. А. Агроскин, П. А. Щукин и многие другие.

## Награды и премии
- орден Святой Анны 3-й степени (1915)
- орден Святого Станислава 3-й степени (1908)
- медаль «В память 300-летия царствования дома Романовых»
- 2 ордена Трудового Красного Знамени (1939; 10 июня 1945)
- медаль «За доблестный труд в Великой Отечественной войне 1941—1945 гг.»
- Сталинская премия I степени (22 марта 1943) — за многолетние выдающиеся работы в области науки и техники

## Память
- На здании Института горючих ископаемых АН СССР в 1954 году была установлена мемориальная доска с бронзовым барельефом и надписью: «Здесь работал с 1934 по 1952 гг. выдающийся русский учёный в области металлургии и коксохимии, лауреат Сталинской премии, академик Н. П. Чижевский 1873—1952»[76]. Позднее эта мемориальная доска была заменена на другую.Мемориальная доска на здании Института горючих ископаемых

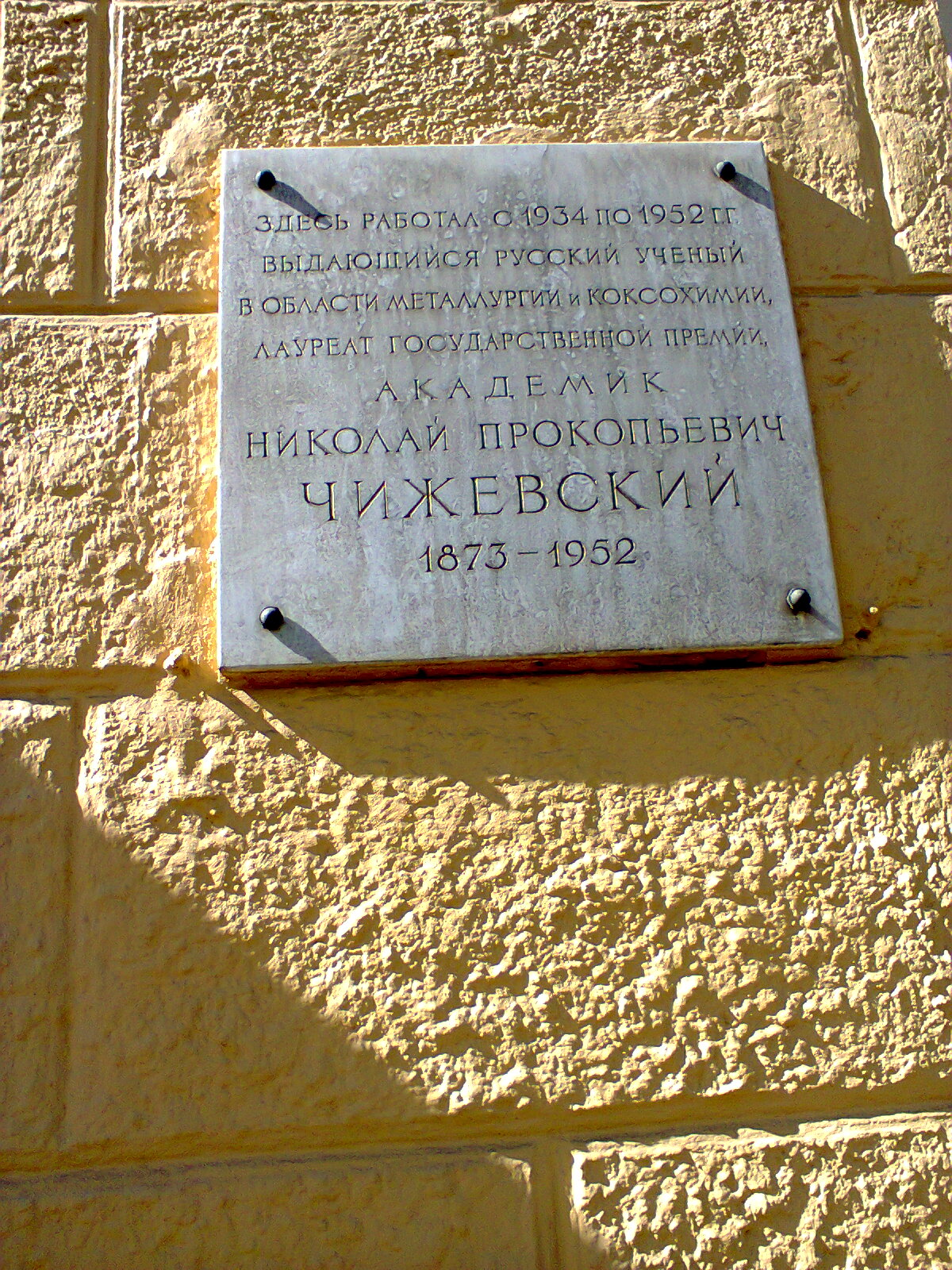
Мемориальная доска на здании Института горючих ископаемых

## Семья
Жена — Чижевская Валентина Фёдоровна (1884—1971), дочери — Чижевская Елена Николаевна (1907—1988), Чижевская Светлана Николаевна (род. 1933).

## Труды
- Академик Н. П. Чижевский. Избранные труды. В 2-х томах / Под редакцией И. П. Бардина. — М.: Изд-во АН СССР, 1958. — Т. 1. — 439 с.
- Академик Н. П. Чижевский. Избранные труды. В 2-х томах / Под редакцией И. П. Бардина. — М.: Изд-во АН СССР, 1958. — Т. 2. — 425 с.
- Агроскин А. А., Чижевский Н. П. Коксование. Курс для металлургов. — М.-Л.: ОНТИ, 1938. — 224 с.
- Чижевский Н. П. Задачник для упражнений в расчётах по курсу технологии топлива. — М.:, 1937.
- Агроскин А. А., Чижевский Н. П. Коксование. Учебное пособие для металлургических вузов. — М.: Металлургиздат, 1948. — 375 с.
- Чижевский Н. П. Железо и азот. - Экспериментальное исследование количества азота и причин содержания его в чугуне, стали и железе. - Влияние азота на механические свойства железа // Известия Томского Технологического Института [Известия ТТИ]. — 1913. — Т. 31, № 3. — С. 1—96.